# Dołnosełci
Dołnosełci (bułg. Долноселци) – wieś w południowej Bułgarii, w obwodzie Chaskowo, gminie Iwajłowgrad. Według danych Narodowego Instytutu Statystycznego, 31 grudnia 2011 roku wieś liczyła 2 mieszkańców.